# Bilbao-Atxuri
Bilbao-Atxuri – stacja kolejowa w Bilbao, we wspólnocie autonomicznej Kraj Basków, w prowincji Vizcaya, w Hiszpanii. Jest obsługiwana przez przewoźnika kolejowego EuskoTren. Stacja została otwarta w 1913.